# Hisense
Hisense Group je čínský nadnárodní výrobce bílého zboží a elektroniky se sídlem v Qingdao, provincie Šan-tung, Čína.
Hisense prodává produkty pod několika značkami. Patří mezi ně Combine, Hisense, Toshiba, Gorenje, Kelon a Ronshen.  Hisense funguje i jako OEM výrobce - některé produkty vyrábí pro jiné společnosti, které je pak prodávají pod vlastní značkou. Hlavními produkty Hisense jsou televize (televizory); jejich první televizní model CJD18 byl vyroben v roce 1978.  V roce 2013 vynalezl typ průhledné 3D (anglicky transparent 3D) televize. V roce 2015 získala společnost právo prodávat televizory v Americe pod značkou japonské firmy Sharp. 
V roce 2020 představila první skutečný 8K 10bitový televizor HDR (High Dynamic Range) na světě, který je založen na umělou inteligencí (AI) ovládaném algoritmu HDR a engine zajišťujícím kvalitu obrazu požadujícím superpočítačový výkon 6,5 TFlops. 
S více než 80 000 zaměstnanci po celém světě má Hisense Group 14 průmyslových parků, které se nacházejí v Qingdao, Shunde, Huzhou, České republice, Jihoafrické republice, Mexiku atd. Existuje také 18 výzkumných a vývojových center v Qingdao, Shenzhen, USA, Německu, Izraeli atd. 

## Historie
V září 1969 byla založena továrna Qingdao No. 2 Radio Factory, která se stala předchůdcem Hisense Group. Prvním produktem této malé továrny bylo rádio prodávané pod značkou Red Lantern, ale společnost později získala také know-how na výrobu televizorů prostřednictvím zkušební výroby černobílých televizorů nařízené Obranným úřadem provincie Šan-tung.  To zahrnovalo technické školení tří zaměstnanců v jiné čínské továrně Tianjin 712 a vyústilo v produkci 82 televizorů do roku 1971 a vývoj tranzistorových televizorů do roku 1975.
Televizní produkce v Číně byla omezena až do roku 1979, kdy pekingské zasedání ministerstva elektroniky vyzvalo k většímu rozvoji odvětví elektroniky pro civilní použití.  Rádiová továrna Qingdao No. 2 se poté rychle spojila s dalšími místními výrobci elektroniky a začala vyrábět televizory pod názvem Qingdao General Television Factory v provincii Šan-tung.
Výroba barevných televizorů začala po nákupu výrobní linky z Matsushita, což byl první z mnoha podobných technologických transferů od zahraničních firem, které Hisense provedl, aby zůstal konkurenceschopný. Mezi společnosti, od kterých nakupoval technologie, patří Hitachi, Lucent, Matsushita, NEC, Sanyo, Toshiba a Qualcomm.
Skupina Hisense vznikla v roce 1994  z přerodu v roce 1992. Holdingová společnost Hisense Electrical Appliance Share Holding Company (nyní Hisense Electrical Co Ltd) vstoupila na burzu v Šanghaji v dubnu 1997. Zvýšená konkurence a cenové války na čínském trhu s elektronikou v 90. letech byly pro Hisense přínosem, do roku 1998 společnost získala deset podniků, které zkrachovaly.
Společnost Hisense Group, která chtěla svou působnost rozšířit také mimo spotřební elektroniku, si dala za cíl stát se regionálním lídrem v oblasti domácích spotřebičů, počítačů a komunikačních technologií.  Tato strategie vedla k velkým výdajům kapitálu na výzkum a vývoj a také stavbu průmyslových parků.
V červenci 2015 společnost Hisense koupila od společnosti Sharp mexickou továrnu za 23,7 milionu USD a práva na používání značky Sharp v televizích prodávaných v Severní a Jižní Americe. 
V listopadu 2017 společnost Hisense oznámila, že získá 95% podíl v Toshiba Visual Solutions za 113 milionů USD.  V roce 2018 se Hisense stal majoritním akcionářem slovinského výrobce spotřebičů Gorenje s 95,4% akcií. 
V roce 2022 se společnost Hisense stala dvojkou na celosvětovém trhu v dodávkách televizorů. Tuto pozici si udržela i v roce 2023.
V České republice je společnost Hisense zastoupena poměrně krátce, teprve od roku 2015, kdy byla otevřena továrna na výrobu plochých televizorů v Plzni s kapacitou cca 600 tis. kusů televizí za rok. Výrobky Hisense na českém a slovenském trhu nabízí české zastoupení teprve od dubna 2016.

## Produkty a služby
Hisense vyrábí domácí spotřebiče, televizory, set-top boxy, digitální televizní vysílací zařízení, notebooky, mobilní telefony, bezdrátové moduly, bezdrátové PC karty a optické komponenty pro telekomunikační průmysl a odvětví datové komunikace.
Poskytuje také celou řadu služeb, včetně správy nemovitostí, služeb informačních technologií, designu výrobků, designu forem, výroby vzorů a zpracování a výroby forem.

## Sponzorství

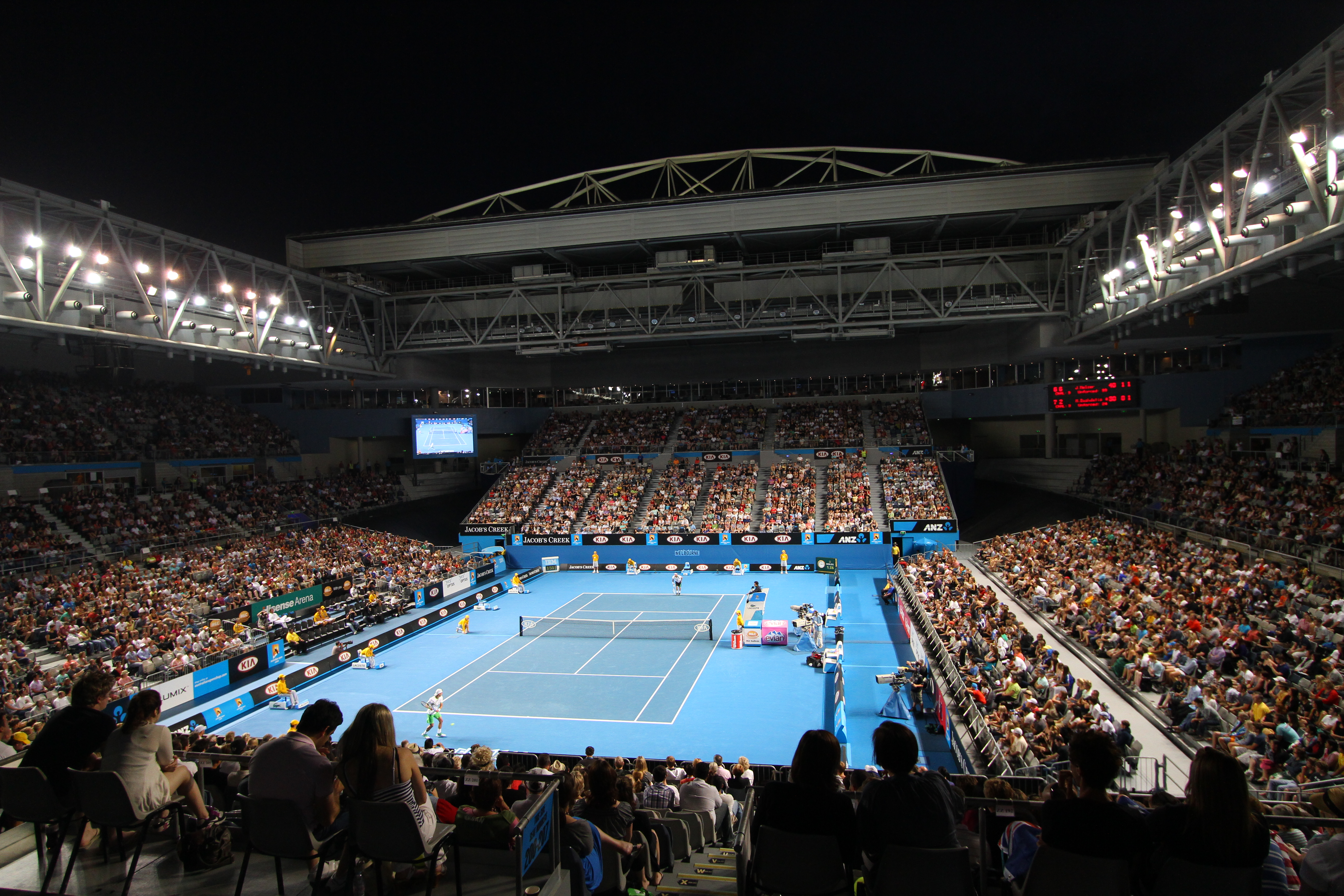
Hisense Arena, Melbourne, Austrálie

### Hisense Arena
V červenci 2008 uzavřela společnost Hisense smlouvu s Melbourne & Olympic Parks, díky které se stadion Melbourne Arena na šest let přejmenoval na Hisense Arenu. V aréně probíhají sporty jako basketbal, cyklistika, gymnastika a tenis.  Šlo o první sportoviště na světě, které bylo pojmenováno po čínské společnosti.  V roce 2018 byl stadion po vypršení smlouvy přejmenován zpět na Melbourne Arenu. 

### Univerzitní partnerství
V Číně Hisense navázal vztah s Univerzitou Beihang (Pekingská univerzita letectví a kosmonautiky) za účelem zavedení postgraduálního inženýrského programu schváleného ministerstvem školství a spolupráci s Pekingskou univerzitou při zřízení programu dálkového vzdělávání MBA.

### UEFA Euro 2016
Hisense byl hlavním sponzorem UEFA Euro 2016 . 

### FIFA
Hisense se stal oficiálním sponzorem Mistrovství světa ve fotbale FIFA v roce 2018 ™. Jako oficiální sponzor Světového poháru FIFA se Hisense podílí na různých globálních marketingových a reklamních aktivitách jak pro FIFA Confederations Cup 2017, tak 2018 FIFA World Cup ™. 